# Hemibungarus
Hemibungarus är ett släkte av ormar i familjen giftsnokar.
Arter enligt Catalogue of Life:
- Hemibungarus hatori
- Hemibungarus japonicus
- Hemibungarus sauteri

Enligt The Reptile Database ska alla arter som listas ovan flyttas till släktet Sinomicrurus. Istället ingår Hemibungarus calligaster som enda art i släktet.